# 桂绍彬
桂绍彬（1916年—2014年11月14日），安徽省六安县人。中国人民解放军海军将领，开国少将。

## 生平
1931年参加红四方面军，历任独立第15团营部书记，红25军第73师第218团营部书记，第271团政治处秘书长，红31军第91师政治部秘书长等，并参加长征。抗战中任八路军第129师第386旅第771团司令部政治指导员，第772团政治处宣传股长，太岳军区政治部组织部部长，太岳军区政治部主任，晋冀鲁豫野战军8纵政治部主任，华北军区野战第一兵团8纵队政治部主任，陆军第60军政治部主任、副政委等。
中华人民共和国成立后，他历任中国人民解放军海军航空学校政委，中南军区海军副政委兼政治部主任，南海舰队副政委、海军顾问，是中国海军航空兵的创建人之一。1955年，被授予海军少将军衔并荣获二级八一勋章、二级独立自由勋章、一级解放勋章。中共七大代表。2014年去世。